# Chancohuana
Chancohuana, castellanizada como  Chancoaña, Chancohuana, Chancohuaña, Chancohuañachico o Chancohuana Chico es una montaña en la Cordillera Huanzo, de los Andes del Perú, a unos 5.331 metros de altura.
Está situado entre la Región Apurímac y la Región Cusco. Al norte limita con la montaña Huaytane y al sureste con la montaña Huayunca.
Es una de las montaña más alta del departamento de Apurímac.